# 三田一郎
三田 一郎（さんだ いちろう、Anthony Ichiro Sanda、1944年3月4日 - ）は、日本の物理学者（素粒子物理学）、カトリック教会の助祭。CP対称性の破れとB中間子の崩壊についての研究で、イカロス・ビギとともに2004年のJ・J・サクライ賞を受賞した。

## 生涯
東京都出身。中学2年のときに父の転勤で渡米し、以後、1992年に帰国するまでアメリカに在住していた。1965年6月にイリノイ大学工学部物理学科卒業。1969年6月にプリンストン大学大学院博士課程を修了し、Ph.D.を取得した。コロンビア大学研究員（1971年から1974年まで）、フェルミ国立加速器研究所研究員、ロックフェラー大学準教授（1974年から1992年まで）を経て、1992年より名古屋大学理学部教授、2006年4月より名古屋大学名誉教授、神奈川大学工学部教授。 2007年より東京大学カブリ数物連携宇宙研究機構プログラムオフィサーを兼務する。

## 業績
主な業績として、破れたゲージ対称性理論におけるくりこみ可能なゲージ固定化法を提唱するとともに、B中間子系でのCP対称性の破れの測定によって小林・益川模型の検証理論を展開することによって、日本の高エネルギー加速器研究機構(KEK)におけるBelle実験や米国のスタンフォード線形加速器研究センターのBaBar実験の構想推進を強く動機づけると共に、両研究所の実験に必要な加速器の性質を提唱した。

## 賞と栄誉
- 1993年 井上学術賞 『B中間子系でのCP対称性の破れの理論』
- 1997年 仁科記念賞
- 2002年 中日文化賞
- 2004年 J・J・サクライ賞
- 2015年 折戸周治賞
- 2002年 紫綬褒章[2]
- 2017年 瑞宝中綬章[3]

## 著書・論文
- 三田一郎『CP非保存と時間反転、失われた反世界』岩波書店、2001年。ISBN 978-4000111423。
- I. I. Bigi, A. I. Sanda (2000). CP Violation. Cambridge University Press. ISBN 978-0521055765
- K. Fujikawa, B. W. Lee, and A. I. Sanda, "Generalized Renormalizable Gauge Formulation of Spontaneously Broken Gauge Theories," Phys. Rev. D 6, 2923 (1972).
- A. B. Carter and A. I. Sanda, "CP Violation in Cascade Decays of B Mesons," Phys. Rev. Lett. 45, 952 (1980).
- A. B. Carter and A. I. Sanda, "CP Violation in B Meson Decays," Phys. Rev. D 23, 1567 (1981).
- I. I. Y. Bigi and A. I. Sanda, "Notes on the Observability of CP Violations in B Decays," Nucl. Phys. B 193, 85 (1981).

## 人物
- 南山宗教文化研究所の客員研究所員として、「科学と宗教」の関係について研究を深めている。
- カトリック教会の助祭であり、アンソニーの洗礼名を持つ。2018年8月1日付で、カトリック名古屋教区終身助祭からカトリック東京大司教区終身助祭に移籍した。